# Mariemont (Ohio)
Pour les articles homonymes, voir Mariemont.
Mariemont est un village américain situé dans le comté de Hamilton, dans l'Ohio. Selon le recensement de 2010, sa population est de 3 403 habitants.